# CD Expert
CD Expert (e por vezes PC Gamer Brasil) foi uma revista brasileira conhecida por ser acompanhada de jogos completos em formato de CD-ROM para PCs durante o fim da década de 1990 e começo da década de 2000, se aproveitando do fato de que no Brasil à época as revistas eram taxadas, mas brindes que as acompanhassem eram isentos de taxação. Dessa forma, era possível ofertar os jogos como brindes e distribuí-los por preços muito mais vantajosos que os vendidos em caixas nas lojas de informática e jogos. Eventualmente entraram em parceria com a gigante internacional PC Gamer e por vezes adotavam a marca PC Gamer Brasil em seus lançamentos. A CD Expert pertencia ao Greenleaf Group, que fazia a parte de negociação, logística e distribuição dos jogos. Com o sucesso da publicação, teve eventualmente spin-offs como CD Expert Platinum, CD Expert Gold e CD Expert Kids. Coexistia com outras publicações similares como FullGames, CD Games, 3D Gamer, Revista BigMax e Senha PC, com algumas delas tendo sido criadas como resposta a seu sucesso.

## História
Em uma época em que o índice de pirataria de jogos era alto no Brasil, a CD Expert surgiu como uma alternativa popularizadora da distribuição de jogos no país. Revistas como a CD Expert não necessitavam passar pelos mesmos critérios avaliadores de outros softwares que eram nacionalizados, já que os jogos eram meramente um brinde. Isso botou a Greenleaf em confronto direto com a Brasoft, que na época era a maior empresa de software do Brasil, pioneira em produzir jogos nacionalmente. Segundo os editores da CD Expert, as tiragens de cada edição variavam entre 400 e 900 mil exemplares Um marco significativo de sucesso foi a obtenção da parceria com a Eidos, criadora da série Tomb Raider, sendo diversos jogos da série distribuídos pela revista.

## Edições
Abaixo estão listadas as edições da revista principal.
| Edição | Jogo completo ou coletânea                          |
| ------ | --------------------------------------------------- |
| 1      | "400 jogos para Windows"                            |
| 2      | "Jogos esportivos"                                  |
| 3      | "Jogos de luta"                                     |
| 4      | "Tri action games"                                  |
| 5      | "Clipart's comemorativos"                           |
| 6      | "50 best games"                                     |
| 7      | "Clipart's estudantis"                              |
| 8      | "400 jogos para Windows" (n.e.: Segunda ocorrência) |
| 9      | "Velocidade máxima"                                 |
| 10     | "Simuladores de voo"                                |
| 11     | "Jogos de horror"                                   |
| 12     | Flying Corps                                        |
| 13     | Earthworm Jim                                       |
| 14     | Pitfall: The Mayan Adventure e Test Drive Off-Road  |
| 15     | Time Commando                                       |
| 16     | Pro Pinball: Timeshock! e Super Bubsy               |
| 17     | Pandemonium!                                        |
| 18     | Comanche 2 e Scud: Industrial Evolution             |
| 19     | Shadow Warrior                                      |
| 20     | Total Annihilation                                  |
| 21     | Test Drive 4                                        |
| 22     | Blood                                               |
| 23     | Oddworld: Abe's Odyssey e Excalibur 2555 AD         |
| 24     | Dark Colony                                         |
| 25     | Little Big Adventure 2                              |
| 26     | Shogo: Mobile Armor Division                        |
| 27     | Men in Black: The Game                              |
| 28     | Hexen II                                            |
| 29     | Constructor                                         |
| 30     | Spec Ops: Rangers Lead the Way                      |
| 31     | Unreal (com a expansão "Return to Na Pali")         |
| 32     | Myth: The Fallen Lords                              |
| 33     | Oddworld: Abe's Exoddus                             |
| 34     | Forsaken                                            |
| 35     | Tomb Raider II: The Dagger of Xian                  |
| 36     | Deathtrap Dungeon                                   |
| 37     | Railroad Tycoon II                                  |
| 38     | Diablo (como PC Gamer Brasil)                       |
| 39     | King's Quest VII: The Princeless Bride              |
| 40     | Urban Chaos (como PC Gamer Brasil)                  |
| 41     | Heart of Darkness                                   |
| 42     | Outpost 2: Divided Destiny                          |
| 43     | Outcast (como PC Gamer Brasil)                      |
| 44     | Warzone 2100                                        |
| 45     | Crusaders of Might and Magic                        |
| 46     | Interstate '76: Nitro Pack                          |
| 47     | Hidden & Dangerous                                  |
| 48     | Grand Prix Legends                                  |
| 49     | Silver                                              |
| 50     | Legacy of Kain: Soul Reaver                         |
| 51     | Septerra Core                                       |
| 52     | Fallout 2                                           |
| 53     | Dogs of War                                         |
| 54     | Grand Theft Auto 2                                  |
| 55     | Dino Crisis                                         |
| 56     | Rune                                                |
| 57     | Kiss: Psycho Circus: The Nightmare Child            |
| 58     | 4x4 EVO                                             |
| 59     | Commandos: Behind Enemy Lines                       |
| 60     | Revista inexistente, erro de numeração.             |
| 61     | Revista inexistente, erro de numeração.             |
| 62     | Revista inexistente, erro de numeração.             |
| 63     | Tomb Raider: The Last Revelation                    |
| 64     | Caesar III                                          |
| 65     | Heroes of Might and Magic III                       |
| 66     | Deus Ex                                             |
| 67     | Duke Nukem: Manhattan Project                       |
| 68     | Restaurant Empire                                   |

## Outros
Outros jogos conhecidos como tendo sido inclusos no selo "CD Expert" de alguma forma:
- 4x4 Racing
- America's Army (Carrefour)
- Army Men: World War (Caixa)
- Art of Murder: FBI Confidential (Caixa)
- Beach King Stunt Racer (Mini-revista)
- Braveheart (Caixa s/n)
- Burn (Caixa #31)
- Captain Claw
- Castrol Honda Superbike 2000
- Code of Honor: The French Foreign Legion (Caixa #36)
- Commandos
- Commandos 3: Destination Berlin
- Constructor
- Cross Racing Championship Extreme (Caixa #23)
- Dark Stone
- District Wars
- Gangsters: Organized Crime (Caixa s/n)
- Gorky 17 (Caixa s/n)
- Grand Prix Legends
- Gun Warrior (Caixa #8)
- Hitman: Codename 47 (Caixa #28)
- Infernal
- Open Kart (Mini-revista)
- Pacific Warriors II: Dogfight (Caixa #18)
- Project IGI: I'm Going In (Mini-revista)
- Patrician III: Rise of the Hanse (Caixa #2)
- Rage of Mages II: Necromancer (Carrefour)
- Restaurant Empire (Caixa)
- Red Jets (Caixa #22)
- SAS: Secure Tomorrow
- Söldner
- Space Rangers (Mini-revista)
- Spec Ops: Ranger Assault
- Startopia (Caixa s/n)
- Streets of Moscow
- Take No Prisoners
- The Partners (Caixa #3)
- Tomb Raider: The Lost Artifacts (Caixa #16)
- Underground Fighting Street
- USA Racer (Caixa #10)
- Wolfenstein: Enemy Territory